# Odontocarya klugii
Odontocarya klugii là một loài thực vật có hoa trong họ Biển bức cát. Loài này được (A.C. Sm.) Barneby mô tả khoa học đầu tiên năm 1970.